# Nora Roll
Nora Cecilia Roll, född 10 oktober 1971 i Täby församling, Stockholms län, är en svensk musiker (viola da gamba). Hon är Sveriges första diplomerade gambist.
Roll är intresserad av basso continuospel, vilket har gjort henne flitigt anlitad av bland andra Les Talens Lyriques, Akadêmia, Concerto Copenhagen, NAYA, Atalante och The Harp Consort. Hon har turnerat i Europa, Asien, USA och Sydamerika.
Utöver detta har Roll medverkat som musiker på Maria Marcus' låt "Why (You Confuse My Mind)", vilken fanns med i filmen Wallander – Mastermind (2005), som samt studiomusiker på Superswirls' Filter (1996), Weeping Willows album Presence (2004), Henrik Levys album A Letter from a City Man (2004), Anna Döblings Anna Döbling (2007), en tributskiva till Barbro Hörberg (2007) samt Sofia Källgrens album Cinema Paradiso (2008).
Roll är även medlem i folkmusikgruppen Silfver, som förutom henne själv består av  Pelle Björnlert (fiol), Johan Hedin (nyckelharpa) och Sven Åberg (luta). 2012 släppte gruppen debutalbumet Silfver. Skivan firades med ett releasepart på Stallet i Stockholm den 11 maj samma år.
Hon är dotter till civilingenjören och musikern Johan Roll och medeltidsforskaren Hedda Gunneng samt sondotter till tandläkaren Hans Roll och brorsdotter till skådespelaren Anna Roll.

## Diskografi

### Silfver
- 2012 – Silfver

### Fotnoter
1. ↑  Sveriges befolkning
2000:
Roll, Nora Cecilia
(1971-10-10)
Försäkringskassan, uttag avseende 20001231 (2014)
2. ↑  ”Nora Roll”. Svensk Filmdatabas. http://www.sfi.se/sv/svensk-filmdatabas/Item/?type=PERSON&itemid=349040. Läst 5 juni 2012.
3. 1 2  ”Nora Roll”. Göteborg Baroque. Arkiverad från originalet den 22 juli 2015. https://web.archive.org/web/20150722020614/http://www.goteborgbaroque.se/2010/12/07/nora-roll/. Läst 5 juni 2012.
4. ↑  ”Mastermind”. Svensk Filmdatabas. http://www.sfi.se/sv/svensk-filmdatabas/Item/?itemid=60344&type=MOVIE&iv=Music. Läst 5 juni 2012.
5. ↑  ”Weeping Willows - Presence”. Discogs.com. http://www.discogs.com/Weeping-Willows-Presence/release/1289745. Läst 5 juni 2012.
6. ↑  ”Nora Roll”. Svensk mediedatabas. http://smdb.kb.se/catalog/search?q=nora+roll+typ%3Afonogram. Läst 5 juni 2012.
7. ↑  ”Cinema Paradiso”. Sofia Källgren. Arkiverad från originalet den 5 mars 2016. https://web.archive.org/web/20160305070717/http://www.sofiakallgren.com/info_album.html. Läst 5 juni 2012.
8. ↑  Wåhlberg, Gunder. ”Silfver”. Lira. http://www.lira.se/article.asp?articleId=5871. Läst 17 maj 2012.[död länk]